# Fagocyt

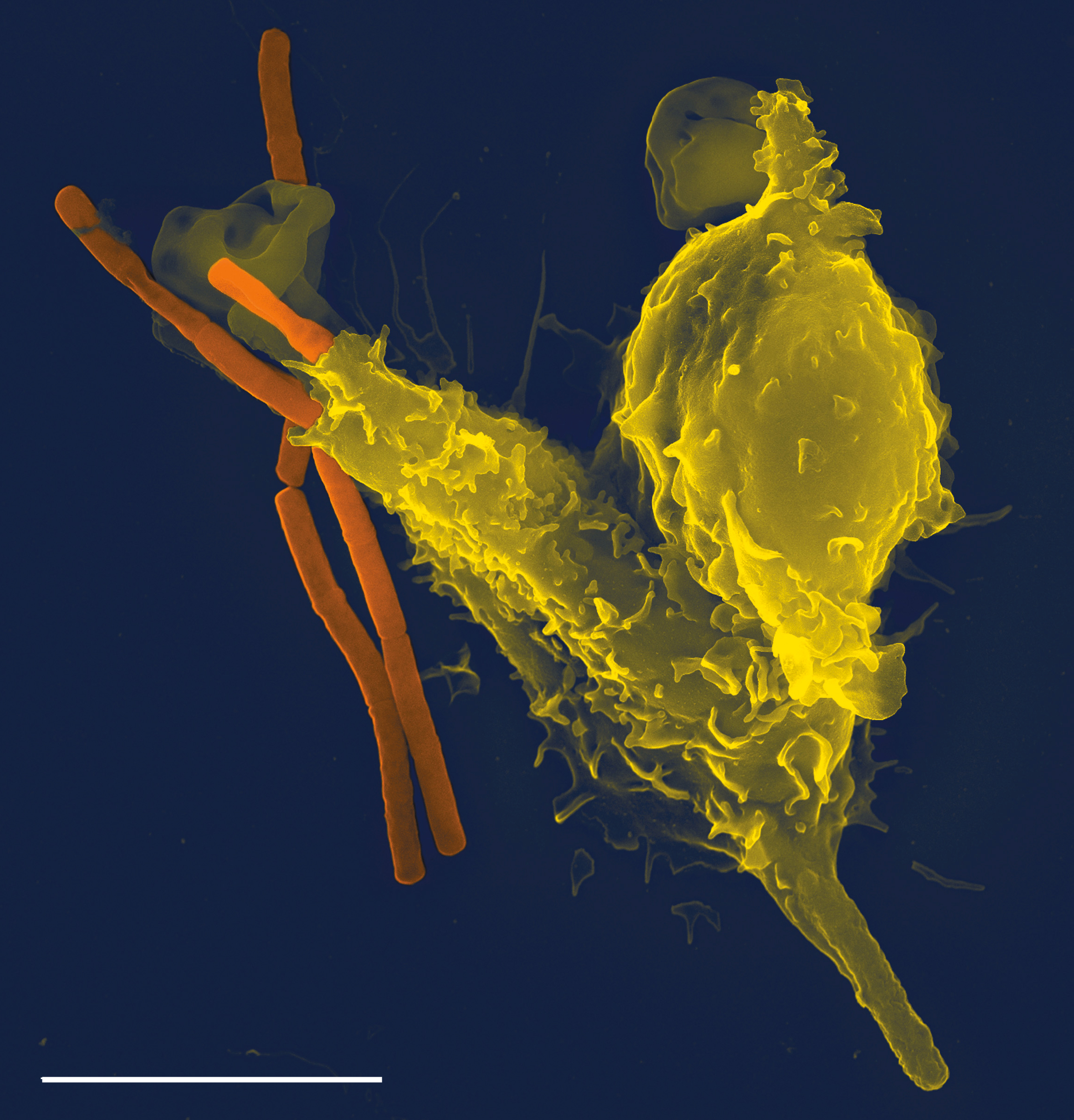
Svepelektronmikroskopbild av en neutrofila granulocyter som fagocyterar en Bacillus anthracis (orange), som är den bakterie som orsakar mjältbrand.

Fagocyter (ungefär cellätare fr. grek. phagein = sluka och kutos = cell, ihåligt rum) är celler som har förmåga att "äta" (fagocytera) främmande partiklar, bakterier och döende celler. Fagocyter är vita blodkroppar som deltar i kroppens immunförsvar. Genom att omsluta döda celldelar och bakterier äter fagocyterna upp dessa. Var består framför allt av döda neutrofiler som har uppslukat bakterier eller celler.
Bland de professionella fagocyterna räknas: neutrofila granulocyter och makrofager.